# Autlán de Navarro
Autlán de Navarro is een stad in de Mexicaanse staat Jalisco. De plaats heeft 45.382
inwoners (census 2010) en is de hoofdplaats van de gemeente Autlán de Navarro.
De stad is de zetel van het rooms-katholieke bisdom Autlán.

## Geschiedenis
De naam Autlán komt uit het Nahuatl en betekent 'plaats van het kanaal'. In de precolumbiaanse periode was Autlán een vorstendommetje dat met succes weerstand wist te bieden tegen aanvallen van de Purépecha. In 1541 werd het gebied door de Spanjaarden onderworpen.

## Geboren
- Marcelino García Barragán (1895-1979), militair en gouverneur van Jalisco
- Carlos Santana (1947), gitarist